# Likongue
Likongue est un village de la région du Centre du Cameroun, situé dans la commune de Nguibassal. 

## Population et développement
En 1962, la population de Likongue était de 414 habitants. La population de Likongue était de 118 habitants dont 67 hommes et 51 femmes, lors du recensement de 2005.     